# Sangis kyrka
Sangis kyrka är en kyrkobyggnad som tillhör Kalix församling i Luleå stift. Kyrkan ligger i Sangis i Kalix kommun.

## Kyrkobyggnaden
Kyrkan uppfördes 1915 och var från början ett missionshus som underhölls av missionsförening bestående av medlemmar från ett flertal kristna samfund. 1943 hyrdes kapellet in av Nederkalix församling och 1948 bildades en stiftelse för Sangis kyrka. Efter ett flertal restaureringar invigdes kyrkan 12-13 november 1959 av domprost Stig Hellsten. Kyrkan övertogs därefter av Nederkalix församling. En utbyggnad genomfördes på 1970-talet. 1 november 2011 lämnade Nederkalix församling över kyrkan till Sangis kyrkliga förening.
Kyrkan har en stomme av liggtimmer och ytterväggar klädda med stående träpanel. Byggnaden täcks av ett brant sadeltak, klätt med eternit. Vid kyrkan finns en fristående klockstapel med spånklädd huv.